# Phantom Blade Zero
Phantom Blade Zero (en chino simplificado: 影之刃零) es un próximo videojuego de rol de acción con elementos de hack and slash, que se encuentra en desarrollo por el estudio chino S-GAME para las plataformas Windows y PlayStation 5.

## Jugabilidad
Phantom Blade Zero está ambientado en el Phantom World (o "mundo de los espectros" en español), un mundo compartido con otros juegos desarrollados por S-GAME. En Phantom Blade Zero, el jugador controla a Soul, un asesino de élite que sirve a una organización conocida como La Orden. Los jugadores pueden explorar un mundo semiabierto dividido en grandes áreas conectadas, mientras luchan contra peligrosos enemigos. El juego contará con un combate rápido en tercera persona ambientado en un mundo oscuro con temática samurái. El combate utiliza un sistema de combos de dos botones que permite al jugador lanzar ataques elegantes y un bloqueo que agota la resistencia. El combate del juego ha sido comparado con Dark Souls y otros juegos tipo Souls.

## Argumento
El personaje principal, Soul, es incriminado por el asesinato del patriarca de La Orden. Soul resulta gravemente herido durante una persecución y un curandero místico le salva de la muerte con una cura mágica. La cura dura 66 días y Soul debe encontrar a quien lo incriminó por asesinato antes de que se acabe su tiempo.

## Desarrollo y lanzamiento
Phantom Blade Zero está en desarrollo por el estudio S-GAME, para las plataformas Windows y PlayStation 5. El título está diseñado con el motor gráfico Unreal Engine 5 y es un sucesor espiritual del juego Rainblood: Town of Death. En enero de 2025, en celebración de la llegada del año de la serpiente, se publicó un tráiler mostrando parte de la jugabilidad y revelando que la fecha de lanzamiento se anunciaría en 2025.